# استفانی میراندا
استفانی میراندا (انگلیسی: Sthephanie Miranda؛ زادهٔ ۹ نوامبر ۱۹۹۳) اهل ایالات متحده آمریکا است.
استفانی میراندا صاحب عنوان مسابقه زیبایی پورتوریکوی-آمریکایی است. او دوشیزه اوهایو ایالات متحده آمریکا ۲۰۲۰، خانم برتر ایالات متحده آمریکا ۲۰۲۰، ۵ خانم برتر جهان پورتوریکو ۲۰۲۱ و اولین نایب قهرمان نوسترا بلزا پورتوریکو ۲۰۲۳ بود. میراندا نماینده ایالات متحده در خانم گرند اینترنشنال ۲۰۲۳ بود که در ویتنام در ۲۵ اکتبر ۲۰۲۳ برگزار شد و به عنوان سومین نایب قهرمان بعد از لوسیانا فوستر از پرو انتخاب شد.